# Система умовного доступу
Систе́ма умо́вного до́ступу (англ. Conditional Access System) — програмно-апаратний механізм для обмеження доступу до цифрових телепрограм.

## Класифікація
По алгоритму скремблювання:
- Закриті системи — використовують корпоративні стандарти шифрування з єдиним алгоритмом скремблювання (Common Scrambling Algorithm) — засновані на стандарті DVB (DVB-сумісні системи).
- SimulCrypt — вимагає узгодження серед операторів, які використовують різні системи умовного доступу, але один алгоритм шифрування. Мультиплексний потік повинен містити пакети для кожної системи.
- MultiCrypt — доступ до різних систем умовного доступу через знімну PCMCIA карту з використанням стандарту інтерфейсного підключення DVB-Common interface (DVB-CI). Дозволяє не залежати від постачальників послуг, але є більш дорогою, ніж SimulCrypt.

## Найпоширеніші системи умовного доступу
- BISS
- Conax
- Roscrypt-M
- DRE Crypt
- Dreamcrypt
- Irdeto
- Nagravision
- Mediaguard
- PowerVu
- Viaccess
- VideoGuard

Менш поширені: Codicrypt, Cryptoworks, KeyFly, Omnicrypt, Neotion SHL, SkyPilot.